# Estrofa de Burns
La Estrofa de Burns o "Estrofa Habbie" (también conocida como estrofa escocesa o pentagrama de seis líneas) es una composición métrica popularizada fundamentalmente por el poeta escocés Robert Burns, aunque existía ya con anterioridad bajo el nombre de Habbie standard, en honor al poeta Habbie Simpson. 
El primer poema importante redactado empleando esta estrofa es precisamente el Lamento por Habbie Simpson, del poeta Robert Sempill of Beltrees. Posteriormente, fue ampliamente utilizada por poetas de los siglos XVIII y XIX, como Robert Fergusson o Robert Burns, así como por multitud de poetas posteriores.
La estrofa está compuesta por seis versos, cuyo esquema de rima es aaabab, siendo los versos de rima "a" octosílabos, y los de rima "b" pentasílabos. Aunque desde el Lamento por Habbie Simpson la estrofa era puramente lírica, los usos posteriores han tendido a transformarla en humorística o satírica. He aquí un ejemplo del poeta Robert Burns:
O THOU! whatever title suit thee—
Auld Hornie, Satan, Nick, or Clootie,
Wha in yon cavern grim an’ sootie,  
Clos’d under hatches,
Spairges about the brunstane cootie,
To scaud poor wretches!
Hear me, auld Hangie, for a wee,
An’ let poor damned bodies be;
I’m sure sma’ pleasure it can gie,  
Ev’n to a deil,
To skelp an’ scaud poor dogs like me,  
An’ hear us squeel!
--"Address to the Deil"
Una variante moderna de esta estrofa incluye una variación, con rimas aabcccb, en el que nuevamente los versos con rima "b" son más breves. Esta forma es empleada por ejemplo por W. H. Auden en su poema Brother, who when the sirens roar, también conocido como "A Communist to Others":
Brothers, who when the sirens roar

From office, shop and factory pour
'Neath evening sky;
By cops directed to the fug

Of talkie-houses for a drug,

Or down canals to find a hug

Until you die: (lines 1-7)